# SN 1983T
SN 1983T – supernowa typu I odkryta 20 września 1983 roku w galaktyce M+06-36-55. Jej maksymalna jasność wynosiła 16,00m.